# Móricz Zsigmond körtér

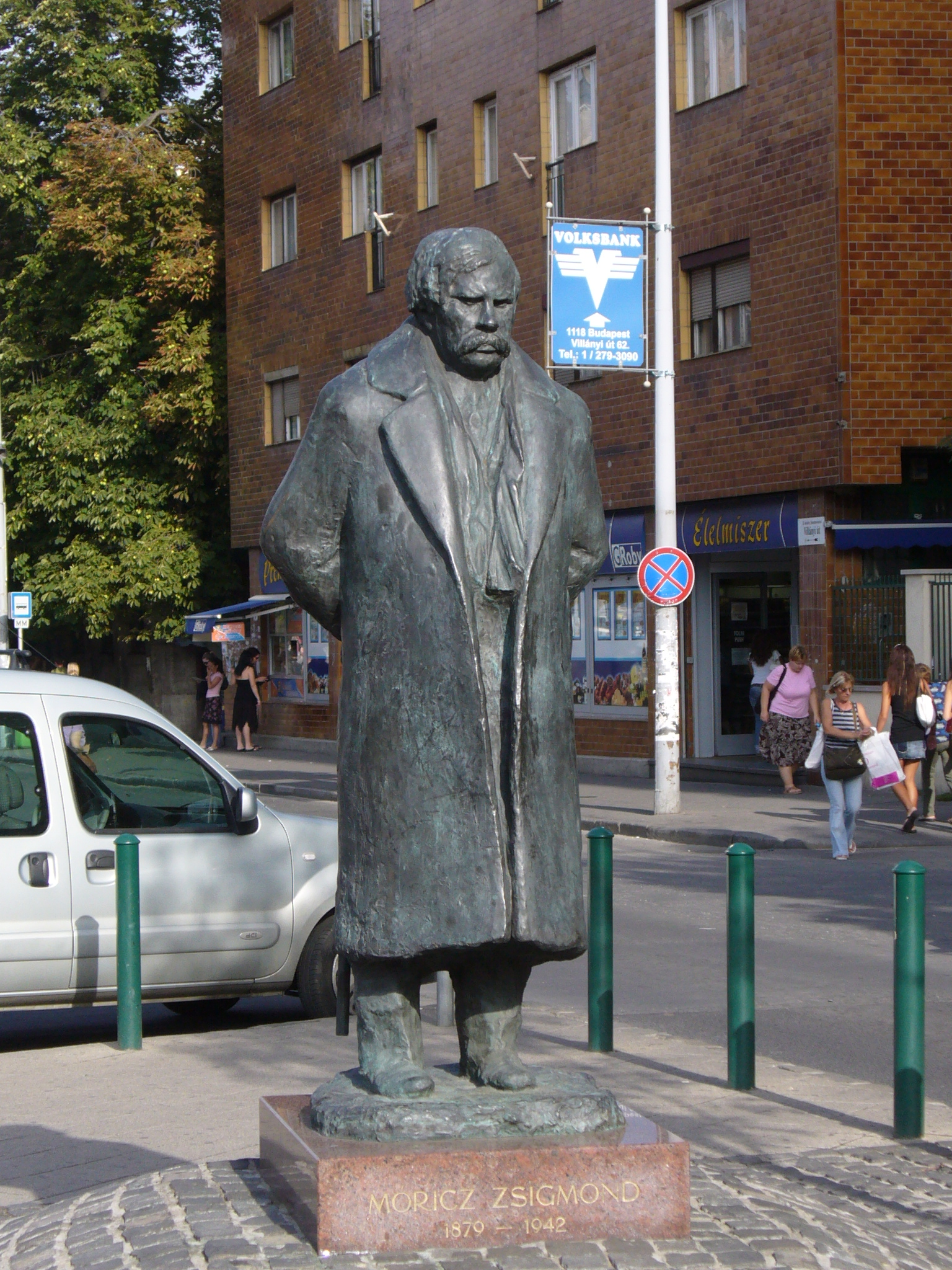
Pomnik patrona znajdujący się przy placu

Móricz Zsigmond körtér – rondo w zachodnim Budapeszcie. Jest jednym z najważniejszych węzłów komunikacyjnych południowej Budy. Patronem ronda jest węgierski pisarz Zsigmond Móricz. Od 1929 do 1945 plac nosił imię admirała Miklósa Horthyego. Przebiega tędy wiele linii tramwajowych (6, 17, 19, 41, 47, 49, 61) i autobusowych  (7, 7A, 7-linia ekspresowa, 27, 40, 40-linia ekspresowa, 53, 73, 153-linia ekspresowa i 173-linia ekspresowa). Pod placem znajduje się stacja Móricz Zsigmond körtér zielonej linii metra (M4).